# Llista de clubs de futbol d'Escòcia
Llista de clubs de futbol d'Escòcia.
| Club                            | Ciutat                            | Sobrenom                    | Fundació | Uniforme                                                   | Estadi                           |
| ------------------------------- | --------------------------------- | --------------------------- | -------- | ---------------------------------------------------------- | -------------------------------- |
| Celtic Football Club            | Glasgow                           | The boys                    | 1888     | s-a ratlles horitzontals verdes i blanques, p-blanc        | Parkhead (Celtic Park)           |
| Rangers Football Club           | Glasgow                           | the gers                    | 1873     | s-blava amb detalls vermells, p-blanc, m-negres.           | Ibrox Stadium (1977)             |
| Dundee FC                       | Dundee                            | the dee, the dark blues     | 1893     | s-blau fosc amb detalls vermells i blancs, p-blancs        | Dens Park-Albershaven            |
| Aberdeen FC                     | Aberdeen                          | the dons                    | 1903     | s-vermella, p-vermell                                      | Pittodrie Stadium                |
| Hibernian FC                    | Edimburg                          | hibees                      | 1875     | s-verda amb les mànigues blanques, p-blanc                 | Easter Road Stadium              |
| Dunfermline Athletic FC         | Dunfermline                       | the pars                    | 1885     | s-a ratlles verticals blanques i negres, p-negre           | East End Park                    |
| Dundee United FC                | Dundee                            | the terrors                 | 1909     | s-carbassa, p-negre                                        | Tannadice Park                   |
| Heart of Midlothian FC          | Edimburg                          | the jam tarts               | 1874     | s-castanya, p-blanc                                        | Tynecastle Stadium               |
| Queen's Park FC                 | Glasgow                           | the spiders                 | 1867     | s-a ratlles horitzontals negres i blanques, p-blanc        | Hampden Park (1981)              |
| Motherwell FC                   | Motherwell                        | the well, steelmen          | 1886     | s-a meitats grana i àmbar, p-grana                         | Fir Park                         |
| Partick Thistle FC              | Glasgow                           | the jags                    | 1876     | s-a ratlles verticals groges i vermelles, p-negre          | Firhill Stadium                  |
| Falkirk FC                      | Falkirk                           | the bairns                  | 1876     | s-blau fosc, p-blanc                                       | Falkirk Stadium                  |
| Raith Rovers FC                 | Kirkcaldy                         | rovers                      | 1883     | s-blau fort, p-blanc                                       | Stark's Park                     |
| Kilmarnock FC                   | Kilmarnock                        | killie                      | 1869     | s-a fines ratlles verticals blau i blanques, p-blanc       | Rugby Park                       |
| Saint Mirren FC                 | Paisley                           | the buddies                 | 1877     | s-a fines ratlles verticals negres i blanques, p-negre     | St. Mirren Park (Greenhill Road) |
| East Fife FC                    | Methil                            | the fifers                  | 1903     | s-a ratlles verticals grogues i negres, p-grocs            | New Bayview Park                 |
| Hamilton Academical FC          | Hamilton                          | the accies                  | 1874     | s-vermella i blanca a ratlles horitzontals, p-blancs       | Firhill Stadium                  |
| Morton FC                       | Greenock                          | the ton                     | 1874     | s-blau reial amb 4 ratlles horitzontals blanques, p-blancs | Cappielow Park                   |
| Saint Johnstone FC              | Perth                             | the saints                  | 1884     | s-blau reial amb detalls blancs, p-blancs                  | McDiarmid Park (1990)            |
| Clyde FC                        | Cumbernauld                       | the bully wee               | 1878     | s-blanca amb detalls vermells i negres, p-negres           | Broadwood Stadium                |
| Ayr United FC                   | Ayr                               | the honest men              | 1910     | s-blanca i negra a ratlles verticals, p-negres             | Somerset Park                    |
| Airdrie United FC               | Airdrie                           | the diamonds                | 1878     | s-blanca amb diamants vermells, p-blancs, m-vermells       | Excelsior Stadium                |
| Dumbarton FC                    | Dumbarton                         | the sons                    | 1872     | s-daurada amb detalls negres, p-negres                     | Boghead Park                     |
| Alloa Athletic FC               | Alloa                             | the wasps                   | 1878     | s-daurada amb detalls negres, p-negres                     | Recreation Park                  |
| Albion Rovers FC                | Coatbridge                        | the wee rovers              | 1881     | s-groga amb detalls vermells, p-grocs                      | Cliftonhill Stadium              |
| East Stirlingshire FC           | Falkirk                           | the shire                   | 1881     | s-a ratlles horitzontals blanques i negres, p-negres       | Firs Park                        |
| Livingston FC                   | Edimburg                          | livi                        | 1974     | s-àmbar amb detalls negres, p-negres                       | Almondvale Stadium               |
| Queen of the South FC           | Dumfries                          | the doonhammers             | 1919     | s-blanca amb detalls blau reial, p-blau reial              | Palmerston Park                  |
| Stirlilng Albion FC             | Stirlilng                         | the binos                   | 1945     | s-vermella amb mànigues blanques, p-blancs                 | Forthbank Stadium                |
| Stenhousemuir FC                | Stenhousemuir                     | the warriors                | 1884     | s-marró amb fines ratlles blaves, p-blancs                 | Ochilview Stadium                |
| Stranraer FC                    | Stranraer                         | the blues                   | 1870     | s-blau reial amb detalls blancs, p-blancs                  | Stair Park                       |
| Ross County FC                  | Dingwall                          | county                      | 1929     | s-blau fosc amb detalls blancs, p-blancs, m-vermells       | Victoria Park                    |
| Montrose FC                     | Montrose                          | the gable endies            | 1879     | s-blau marí amb mànigues blanques, p-blanc                 | Links Park                       |
| Forfar Athletic FC              | Forfar                            | loons                       | 1885     | s-blau cel amb línies verticals blau marí, p-blanc         | Station Park                     |
| Arbroath FC                     | Arbroath                          | the red lichties            | 1878     | s-marró amb detalls blancs i blau cel, p-blancs            | Gayfield Park                    |
| Coudenbeath FC                  | Coudenbeath                       | blue brazil, miners         | 1881     | s-blau reial amb una franja vertical blanca, p-blaus       | Central Park                     |
| Inverness Caledonian Thistle FC | Inverness                         | caley                       | 1994     | s-blanca amb detalls blaus i vermells, p-blaus             | Caledonian Stadium               |
| Berwick Rangers FC              | Berwick-upon-Tweed (a Anglaterra) | the borderers               | 1881     | s-a ratlles verticals daurades i negres, p-negres          | Shielfield Park                  |
| Brechin City FC                 | Brechin                           | the city                    | 1906     | s-vermella amb detalls blancs, p-vermells                  | Glebe Park                       |
| Peterhead FC                    | Peterhead                         | the blue toon               | 1891     | s-blau marí, p-blanc                                       | Balmoor Stadium                  |
| Elgin City FC                   | Elgin                             | the black and whites        | 1893     | s-a ratlles verticals blanques i negres, p-negre           | Borough Briggs                   |
| Gretna FC                       | Gretna                            | black and whites, borderers | 1946     | s-blanca amb detalls negres, p-blanc                       | Raydale Park                     |
| Clydebank FC                    | Clydebank                         | the bankies                 | 1914     | s-blanca amb una franja vertical vermella, p-negres        | New Kilbowie Park                |